# 新切斯诺科沃村委员会
新切斯诺科沃村委员会（俄语：Новочесноковский сельсовет）是俄罗斯联邦阿穆尔州米哈伊洛夫卡区所属的一个村委员会。其下辖有3个居民点，行政中心为新切斯诺科沃。据2016年统计，该村委员会的人口为736人。